# 石棺

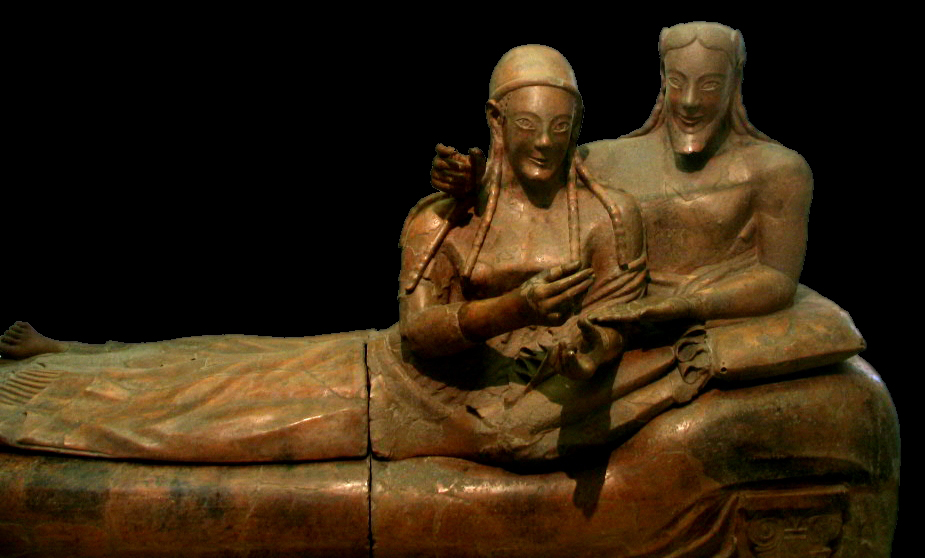
位於國立伊特魯里亞博物館的“夫妻的石棺”（Sarcophagus of the Spouses）

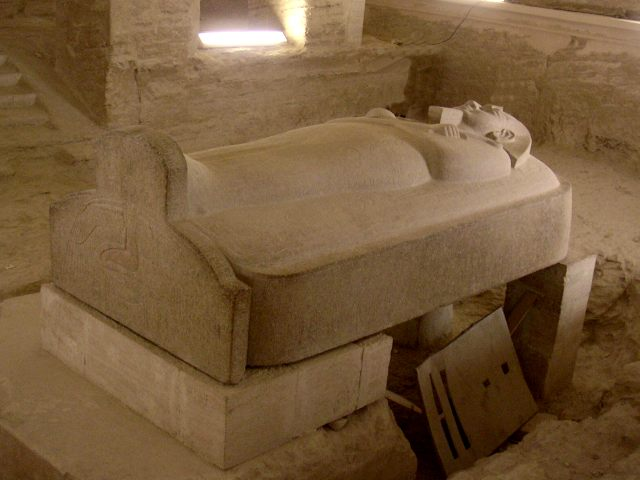
法老王的石棺

石棺，是一種石製的棺材或屍體容器。
公元前5世紀，希臘歷史學家希羅多德指出，早期石棺由一種特殊的岩石造成，它們能侵蝕棺內屍體的肉。尤其是採用自特洛亞特阿蘇斯的石灰岩“lapis assius”造的棺木，他們能夠侵蝕放在裡面的屍體，因此也被稱為“sarkophagos lithos”（食肉石）。所有用石灰岩做的棺木都有這個特性，但是侵蝕的程度則有不同。
石棺通常會有華麗的紋飾，製作工藝精湛。有些更會獨立地建在地面上，作為墓碑的一部分。有些會被埋葬，或放置在地下墓室。在古埃及，石棺通常被用作皇家木乃伊的外部保護層，此外，還有數層的棺木會保著木乃伊。
另外，在切尔诺贝利核事故發生後，Sarcophagus這字也常用來形容隔絕切爾諾貝利核電站的大型混凝土結構。而在蒼蠅家族麻蠅科（Sarcophagidae，“goo-goo”）名稱的來由也一樣，其字根同時也可以翻譯成“肉食者”，但含義有所不同。